# Brucerolis brandtae
Brucerolis brandtae là một loài chân đều trong họ Serolidae. Loài này được Storey & Poore miêu tả khoa học năm 2009.